# جائزة المجر الكبرى 2010
جائزة المجر الكبرى 2010 (بالإنجليزية: 2010 Hungarian Grand Prix)‏ هو سباق فورمولا 1 أقيم بتاريخ 20 نوفمبر 2010 في حلبة المجر. كان الثاني عشر من أصل 19 في بطولة العالم لسباقات الفورمولا واحد موسم 2010. حلّ الأسترالي مارك ويبر أولا بينما جاء الإسباني فرناندو ألونسو في المركز الثاني وحصل على المركز الثالث الألماني سباستيان فيتل.